# Finding Nemo (franquia)
Finding Nemo (Brasil: Procurando Nemo / Portugal: À Procura de Nemo) é uma série de filmes de animação CGI e franquia de mídia da Disney que começou com o filme de 2003 de mesmo nome, produzido pela Pixar e lançado pela Walt Disney Pictures. O filme original foi seguido por uma sequência, Procurando Dory, lançada em 2016. Ambos os filmes foram dirigidos por Andrew Stanton. A série de filmes recebeu uma recepção crítica positiva. Com dois filmes lançados até o momento, a série arrecadou US$ 1.9 bilhões em todo o mundo.

## Série de filmes

### Procurando Nemo (2003)
Procurando Nemo é o quinto filme da Pixar. O filme conta a história de um peix-palhaço chamado Nemo (dublado por Alexander Gould) que é sequestrado, seu pai protetor Marlin (dublado por Albert Brooks) que, junto com uma cirurgião-patela chamada Dory (dublado por Ellen DeGeneres), procura por ele todo o caminho até à Baía de Sydney. Ao longo do caminho, Marlin aprende a correr riscos e deixa o pequeno Nemo cuidar de si mesmo.

### Procurando Dory (2016)
Procurando Dory é o décimo sétimo filme da Pixar. O filme foca a personagem amnésica chamada Dory, (dublada por Ellen DeGeneres) que viaja para a Califórnia para encontrar seus pais há muito perdidos, Jenny e Charlie, além de explorar a ideia de ela se reunir com sua família. Acontece um ano após Procurando Nemo e fica na costa de Morro Bay, Califórnia.

## Documentário

### Exploring the Reef with Jean-Michel Cousteau (2003)
Exploring the Reef é um pequeno documentário. Apresenta Jean-Michel Cousteau, explorando a Grande Barreira de Coral, mas Marlin, Dory e Nemo o interrompem. O curta está incluído no Disneynature Dolphins no Disney +.

## Entrevistas com personagens

### Marine Life Interviews (2016)
Marine Life Interviews concentra-se em alguns dos personagens coadjuvantes de Dory, que dão breves entrevistas e pensamentos sobre Dory. Isso é semelhante às entrevistas com os personagens de Procurando Nemo.

## Recepção

### Desempenho de bilheteria
Procurando Nemo é o segundo filme de maior bilheteria de 2003, atrás de O Senhor dos Anéis: O Retorno do Rei. Foi o filme da Pixar com maior bilheteria, até 2010, quando Toy Story 3 o superou. Finding Dory é o terceiro filme de maior bilheteria de 2016, atrás de Captain America: Civil War e Rogue One.
Procurando Nemo é a sexta franquia de animação com maior bilheteria e detém a terceira bilheteria média por filme entre todas as franquias de animação na história das bilheterias (US $ 983,8 milhões).

### Resposta crítica
| Filme           | Rotten Tomatoes    | Metacritic       | CinemaScore |
| --------------- | ------------------ | ---------------- | ----------- |
| Procurando Nemo | 99% (263 críticos) | 90 (38 críticos) | A +         |
| Procurando Dory | 94% (319 críticos) | 77 (48 críticos) | A           |

## Elogios
Ambos os filmes receberam críticas extremamente positivas, com o primeiro filme ganhando o Oscar de Melhor Animação. Foi um grande sucesso financeiro, pois arrecadou mais de US$ 921 milhões em todo o mundo. É o DVD mais vendido de todos os tempos, com mais de 40 milhões de cópias vendidas a partir de 2006 e é o segundo filme de maior bilheteria de todos os tempos. Em 2008, o American Film Institute o nomeou o 10º maior filme americano de animação já feito durante o Top 10. Também ganhou o prêmio de melhor filme de animação no Kansas City Film Critics Circle Awards, no Las Vegas Film Critics Society Awards, no National Board of Review Awards, no Online Film Critics Society Awards e no Toronto Film Critics Association Awards.

## Atrações de parques temático
- Crush's Coaster no Walt Disney Studios Park na Disneyland Paris.
- Procurando Nemo Submarine Voyage na Disneyland no Disneyland Resort.
- Procurando Nemo - O Musical no Animal Kingdom da Disney na Walt Disney World.
- The Seas com Nemo e amigos no Epcot no Walt Disney World.
- Turtle Talk with Crush no Epcot no Walt Disney World, Disney California Adventure no Disneyland Resort e Tokyo DisneySea no Tokyo Disney Resort.
- Nemo & Friends SeaRider no Tokyo DisneySea no Tokyo Disney Resort.

## Outras mídias

### Videojogos

#### Procurando Nemo
Procurando Nemo foi lançado em 2003 pela THQ. O objetivo do jogo é completar diferentes níveis sob os papéis dos protagonistas do cinema Nemo, Marlin ou Dory. Inclui cenas do filme e cada clipe é baseado em um nível. Por exemplo, Marlin e Dory pulando através de um lote de água-viva.
O jogo recebeu críticas mistas. Ele recebeu 2/5 estrelas no GameSpy, 6.2/10 pontos no GameSpot e o IGN deu 7.0/10 e 6.0/10 no seu PS2 e Xboc e GameCube, respectivamente.

#### Disney Friends
Em 2007, a Disney Interactive Studios lançou Disney Friends. É um videogame baseado em vários filmes da Disney. O jogo apresenta os personagens Stitch de Lilo & Stitch, Dory de Procurando Nemo, Pooh de Winnie the Pooh e Simba de O Rei Leão.

#### Kinect: Aventuras na Disneylândia
Kinect: Disneyland Adventures é um videogame lançado em 2011 pela Frontier Developments. O jogo é baseado em várias atrações da Disneyland. Foi lançado no Kinect para Xbox 360. Os personagens de Finding Nemo aparecem como parte de um minijogo baseado em Finding Nemo Submarine Voyage .

#### Nemo's Reef
O Nemo's Reef foi um jogo para celular disponível de 20 de dezembro de 2012 a 30 de junho de 2017 pela Disney Mobile. O jogo é um recife casual que apresenta personagens de Procurando Nemo . Foi lançado em dispositivos Android e iOS .

#### Disney Infinity
Disney Infinity foi uma série de videogames desenvolvida pela Avalanche Software que foi executada de 2013 a 2016. Elementos de Finding Nemo apareceram em todos os três jogos da série, com discos baseados no filme lançado para o primeiro jogo e um conjunto de peças baseado em Finding Dory, junto com figuras de Dory e Nemo lançadas para as versões de console do Disney Infinity 3.0 em junho 2016. O playset e os números mencionados foram os últimos novos conteúdos lançados para a série, que foi cancelada pela Disney em maio de 2016.

#### Rush: Uma Disney • Aventura da Pixar
Kinect Rush: A Disney•Pixar Adventure é um videogame desenvolvido pela Asobo Studio, lançado originalmente em 2012 para o Xbox 360. Em 31 de outubro de 2017, um lançamento remasterizado sem a marca Kinect intitulada Rush: A Disney•Pixar Adventure foi lançado para Xbox One e Microsoft Windows 10. A versão remasterizada adiciona um mundo baseado em Finding Dory ao lado dos mundos da versão original.

### Musical de palco
Procurando Nemo - O Musical é um show de 40 minutos (realizado cinco vezes por dia), que estreou em 2 de janeiro de 2007 no Theatre in the Wild no Disney's Animal Kingdom em Orlando, Flórida. É uma adaptação musical do filme com novas músicas escritas pelo compositor vencedor do Tony compositor de Avenue Q, Robert Lopez e sua esposa, Kristen Anderson-Lopez. "Combina fantoches, dançarinos, acrobatas e cenários animados".

### Revista
Em agosto de 2016, a Egmont Publishing lançou uma revista, intitulada Procurando Dory.

### Música
Procurando Nemo é o álbum da trilha sonora do filme de mesmo nome. A trilha sonora foi marcada por Thomas Newman.
A trilha sonora foi indicada ao 76º Oscar de Melhor Trilha Sonora Original, mas perdeu contra O Senhor dos Anéis: O Retorno do Rei. Ela recebeu 5/5 estrelas da Film Score Reviews e 3.5/5 estrelas da Soundtrack.net. 

## Equipe técnica
| Filme           | Diretor(es)                    | Escritor(es)                                  | Produtor(es)    | Produtor Executivo | Compositor    | Editor(es)       |
| --------------- | ------------------------------ | --------------------------------------------- | --------------- | ------------------ | ------------- | ---------------- |
| Procurando Nemo | Lee Unkrich e Andrew Stanton   | Bob Peterson, David Reynolds e Andrew Stanton | Graham Walters  | John Lasseter      | Thomas Newman | David Ian Salter |
| Procurando Dory | Angus MacLane e Andrew Stanton | Victoria Strouse e Andrew Stanton             | Lindsey Collins | John Lasseter      | Thomas Newman | Axel Geddes      |